# Malte au Concours Eurovision de la chanson 2024
Malte est l'un des trente-sept pays participant au Concours Eurovision de la chanson 2024, qui se déroule à Malmö en Suède. Le pays est représenté par Sarah Bonnici avec sa chanson Loop, sélectionnée via le Malta Eurovision Song Contest 2024.

## Sélection
Malte confirme sa participation au Concours le 15 avril 2023, et confirme par la même occasion la tenue d'un camp d'écriture de chansons durant le mois de juin. 

### Format
Le concours se déorule en cinq soirées : quatre demi-finales et une finale. Les demi-finales sont diffusées les vendredis 27 octobre et 3, 10 et 17 novembre 2023. La finale est diffusée le samedi 3 février 2024. Les chansons sont présentées sous la forme d'un enregistrement dans les conditions du direct.

### Chansons
La période de dépôt des candidatures à la sélection est ouverte du 28 août au 20 septembre. La liste des participants est révélée par TVM le 18 octobre 2023,.
| Artiste              | Titre                  | Langue           | Auteur(s)                                                                                          |
| -------------------- | ---------------------- | ---------------- | -------------------------------------------------------------------------------------------------- |
| Christian Arding     | Bellus                 | Maltais          | Emil Calleja Bayliss, Gilbert Camilleri                                                            |
| Cosette Baldacchino  | Free Fall              | Anglais          | Lauren White Murphy, Natasha Turner, Niall Mooney                                                  |
| Dan                  | Baraxx                 | Maltais          | Cyprian Cassar, Daniel Muscat Caruana                                                              |
| Denise Mercieca      | Mara                   | Anglais          | Denise Mercieca, Georgia Meek, Matteo Depares                                                      |
| Desirei Grech        | Watch Me               | Anglais          | —                                                                                                  |
| Dominic Cini         | Bewsa                  | Maltais          | Dominic Cini, Etienne Micallef                                                                     |
| Eliana Gomez Blanco  | There's Only Flowers   | Anglais          | Eliana Gomez Blanco, Leire Gotxi Angel, Sebastian Pritchard-James                                  |
| Erba'                | Sirena                 | Anglais, Maltais | Erba', Maria Cachia Abdilla, Alexander Olsson, Audun Agnar Guldbrandsen, Tom Hugo Hermansen        |
| Franklin Calleja     | Puppet                 | Anglais          | Franklin Calleja, Matheus Augusto da Silva, Michael Joe Cini                                       |
| Gail Attard          | Wild Card              | Anglais          | Christina Magrin                                                                                   |
| Greta Tude           | Topic (Bla Bla)        | Anglais          | Antoine Farrugia, Cyprian Cassar, Matthew Mercieca, Patrik Jean                                    |
| Haley Azzopardi      | Tell Me That It's Over | Anglais          | Haley Azzopardi, Leire Gotxi Angel, Matthew James Borg, Sebastian Pritchard-James                  |
| Janvil               | Man                    | Anglais          | Edward Abela, Ian Vella                                                                            |
| Jessica Micallef     | Tagħna Tnejn           | Maltais          | Jessica Micallef                                                                                   |
| Karin Duff           | Breaking Bad           | Anglais          | Andreas Stone Johansson, Gerard James Borg, Karin Duff                                             |
| Kurt Calleja         | Misunderstood          | Anglais          | Aidan O'Connor, Richard Micallef                                                                   |
| Kyle George          | Arrows                 | Anglais          | Andreas Lindbergh, Gerard James Borg, Sebastian Pritchard-James                                    |
| Lisa Gauci           | Breathe                | Anglais          | Cyprian Cassar, Emil Calleja Bayliss, Patrik Jean, Petra Zammit                                    |
| Lyndsay Pace         | Fire Proof             | Anglais          | Linda Persson, Peter Frödin, Rodrigo Pinto, Ylva Persson                                           |
| Maria Christina      | Moving On              | Anglais          | Emil Calleja Bayliss, Janne Hyöty, Linda Persson, Ylva Persson                                     |
| Marie Claire         | Fading                 | Anglais          | John-Emil Johansson, Marie Claire, Matheus Augusto da Silva, Toby Farrugia                         |
| Mark Anthony Bartolo | Condition or Friction  | Anglais          | Mark Anthony Bartolo                                                                               |
| Mark Portelli        | Just Be                | Anglais          | Kimberley Cortis                                                                                   |
| Martina Cutajar      | Miles Away             | Anglais          | Luca Napolitano, Martina Cutajar                                                                   |
| Matt Blxck           | Banana                 | Anglais, maltais | Douglas Carr, Maria Broberg, Matthew Caruana, Oliver Fernström, Sean Banan                         |
| Michela Galea        | Let's Talk About Love  | Anglais          | Andreas Stone Johansson, Michela Galea, Emil Calleja Bayliss, Sebastian Pritchard-James            |
| Miguel Bonello       | Better Off Alone       | Anglais          | Leire Gotxi Angel, Matthew Mercieca, Michael Joe Cini, Miguel Bonello                              |
| Miriana Conte        | Venom                  | Anglais          | Daniel Borg, Miriana Conte                                                                         |
| Moira Stafrace       | Feather Flight         | Anglais          | David Cassar Torreggiani, Moira Stafrace, Toby Farrugia                                            |
| Nathan               | Ghost                  | Anglais          | Alexander Olsson, Cyprian Cassar, Nathan Psaila, Tom Hugo Hermansen                                |
| Oxygyn               | Cloudmaker             | Anglais          | Janelle Borg, Kurt Abela, Luke Camilleri, Zack Camilleri                                           |
| Ryan Hili            | Karma                  | Anglais          | Andreas Lindbergh, Joy Deb, Linnea Deb                                                             |
| Sarah Bonnici        | Loop                   | Anglais          | Kevin Lee, Leire Gotxi Angel, Michael Joe Cini, Sarah Bonnici, Sebastian Sebastian Pritchard-James |
| Sopranique           | Empire                 | Anglais          | Gerard James Borg, Mark Masri, Patrick Hamilton                                                    |
| Stefan Galea         | Numb                   | Anglais          | Matthew James Borg, Matthew Mercieca, Michael Joe Cini, Stefan Galea                               |
| Thea Aquilina        | Blood Stream           | Anglais          | Gerard James Borg, Leire Gotxi Angel, Thea Aquilina, Toby Farrugia                                 |

### Demi-finales
Les quatre demi-finales sont diffusées les vendredis 27 octobre et 3, 10 et 17 novembre 2023.
- Chanson qualifiée pour la finale.

| Ordre | Artiste              | Titre                 | Résultat  |
| ----- | -------------------- | --------------------- | --------- |
| 1     | Kurt Calleja         | Misunderstood         | Éliminé   |
| 2     | Sarah Bonnici        | Loop                  | Qualifiée |
| 3     | Gail Attard          | Wild Card             | Qualifié  |
| 4     | Mark Anthony Bartolo | Condition or Friction | Éliminé   |
| 5     | Eliana Gomez Blanco  | There's Only Flowers  | Éliminée  |
| 6     | Oxygyn               | Cloudmaker            | Éliminé   |
| 7     | Nathan               | Ghost                 | Qualifié  |
| 8     | Lyndsay Pace         | Fire Proof            | Éliminée  |
| 9     | Dominic Cini         | Bewsa                 | Éliminé   |

| Ordre | Artiste          | Titre                  | Résultat  |
| ----- | ---------------- | ---------------------- | --------- |
| 1     | Marie Claire     | Fading                 | Éliminée  |
| 2     | Franklin Calleja | Puppet                 | Éliminé   |
| 3     | Desirei Grech    | Watch Me               | Éliminée  |
| 4     | Sopranique       | Empire                 | Éliminé   |
| 5     | Janvil           | Man                    | Qualifié  |
| 6     | Haley Azzopardi  | Tell Me That It's Over | Qualifiée |
| 7     | Denise Mercieca  | Mara                   | Qualifiée |
| 8     | Mark Portelli    | Just Be                | Éliminé   |
| 9     | Maria Christina  | Moving On              | Éliminé   |

| Ordre | Artiste             | Titre                 | Résultat |
| ----- | ------------------- | --------------------- | -------- |
| 1     | Jessica Micallef    | Tagħna Tnejn          | Éliminée |
| 2     | Cosette Baldacchino | Free Fall             | Éliminée |
| 3     | Michela Galea       | Let's Talk About Love | Éliminée |
| 4     | Thea Aquilina       | Blood Stream          | Éliminée |
| 5     | Miguel Bonello      | Better Off Alone      | Éliminé  |
| 6     | Moira Stafrace      | Feather Flight        | Éliminée |
| 7     | Dan                 | Baraxx                | Éliminé  |
| 8     | Stefan Galea        | Numb                  | Éliminé  |
| 9     | Karin Duff          | Breaking Bad          | Éliminée |

| Ordre | Artiste          | Titre           | Résultat  |
| ----- | ---------------- | --------------- | --------- |
| 1     | Erba'            | Sirena          | Qualifiée |
| 2     | Miriana Conte    | Venom           | Qualifiée |
| 3     | Christian Arding | Bellus          | Éliminé   |
| 4     | Lisa Gauci       | Breathe         | Qualifiée |
| 5     | Matt Blxck       | Banana          | Qualifié  |
| 6     | Martina Cutajar  | Miles Away      | Éliminée  |
| 7     | Greta Tude       | Topic (Bla Bla) | Qualifiée |
| 8     | Ryan Hili        | Karma           | Qualifié  |
| 9     | Kyle George      | Arrows          | Éliminé   |

### Finale
La finale est diffusée le samedi 3 février 2024, en direct du Malta Fairs and Conventions Centre, à Ta'Qali. Elle est présentée par Carlo Borg Bonaci et Angie Laus. L'entracte est assuré par The Busker et Yulan Law, représentants maltais en 2023, repsectivement à l'Eurovision et à l'Eurovision junior.
- Première place
- Deuxième place
- Troisième place
- Dernière place

| Ordre | Artiste         | Titre                  | Jury | Télévote | Total | Place |
| ----- | --------------- | ---------------------- | ---- | -------- | ----- | ----- |
| 1     | Janvil          | Man                    | 24   | 5        | 29    | 8     |
| 2     | Haley Azzopardi | Tell Me That It's Over | 5    | 2        | 7     | 12    |
| 3     | Erba'           | Sirena                 | 47   | 9        | 56    | 4     |
| 4     | Nathan          | Ghost                  | 15   | 8        | 23    | 10    |
| 5     | Lisa Gauci      | Breathe                | 36   | 3        | 39    | 6     |
| 6     | Sarah Bonnici   | Loop                   | 79   | 23       | 102   | 1     |
| 7     | Greta Tude      | Topic (Bla Bla)        | 25   | 7        | 32    | 7     |
| 8     | Miriana Conte   | Venom                  | 23   | 2        | 25    | 9     |
| 9     | Ryan Hili       | Karma                  | 54   | 17       | 71    | 3     |
| 10    | Gail Attard     | Wild Card              | 17   | 3        | 20    | 11    |
| 11    | Denise Mercieca | Mara                   | 30   | 9        | 39    | 5     |
| 12    | Matt Blxck      | Banana                 | 51   | 29       | 80    | 2     |

C'est donc Sarah Bonnici qui, à la suite de sa victoire, représente Malte à l'Eurovision 2024 avec sa chanson Loop. Deux autres prix ont été attribués: celui du meilleur nouvel arrivant, décerné à Lisa Gauchi, et celui du meilleur clip, décerné à Greta Trude.

## À l'Eurovision
Malte participe à la deuxième demi-finale du mardi 9 mai 2024 et passe en première position. Cependant, le pays est éliminé lors de cette demi-finale, durant laquelle lui échoit la dernière place avec 13 points.